# IJ (Amsterdam)

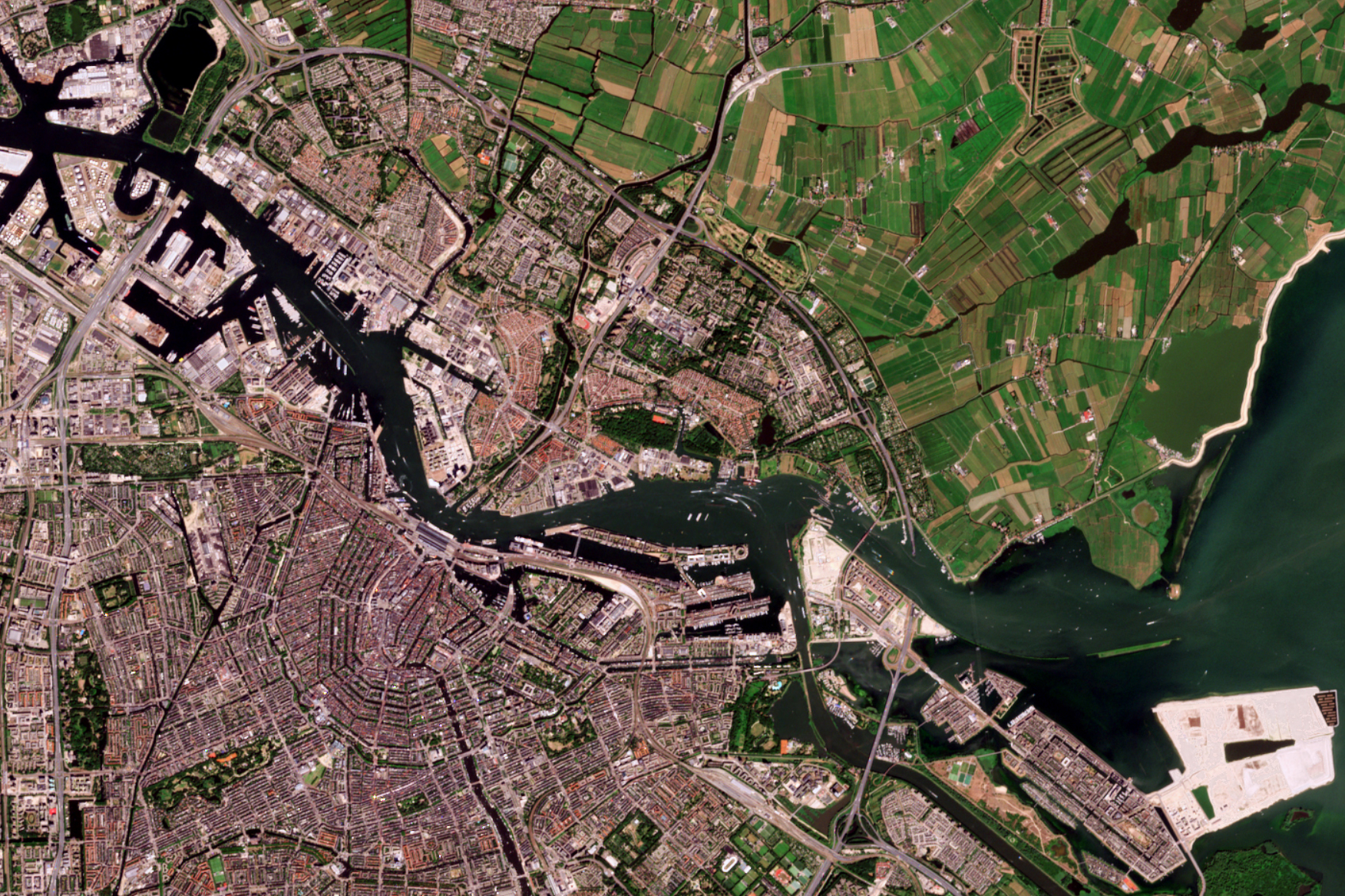
Das IJ und Hafengebiet in Amsterdam

Das IJ (niederländisch Het IJ – ausgesprochen [ɛɪ]) war ursprünglich ein tief nach Westen in die Provinz Nordholland reichender Meeresarm der Zuiderzee, an dem der historische Hafen der niederländischen Hauptstadt lag. Durch die Verbindung der Zuiderzee mit der Nordsee war das IJ und damit auch der Hafen von Amsterdam durch die Gezeiten beeinflusst, deren Tidenhub ca. 30 cm betrug. Mit dem Bau des Nordseekanals wurde das IJ bis zur geplanten Kanaltrasse eingepoldert und am östlichen Ende durch den IJ-Damm von der Zuiderzee abgetrennt. Die Wasserstraßen beidseits des Damms werden seitdem als Binnen-IJ und Außen-IJ (Buiten-IJ) bezeichnet.

## Name
Der Name IJ stammt von den germanischen Wörtern Aa, Ae oder Die für „Wasser“ bzw. „Gewässer“ ab. Im Niederländischen besteht der Name aus dem Digraph Ĳ, der als einzelner Buchstabe aufgefasst wird, weshalb bei Substitution durch die zwei Buchstaben IJ beide am Anfang eines Worts stets gemeinsam großgeschrieben werden.

## Geschichte

Der Verlauf des IJ 1850

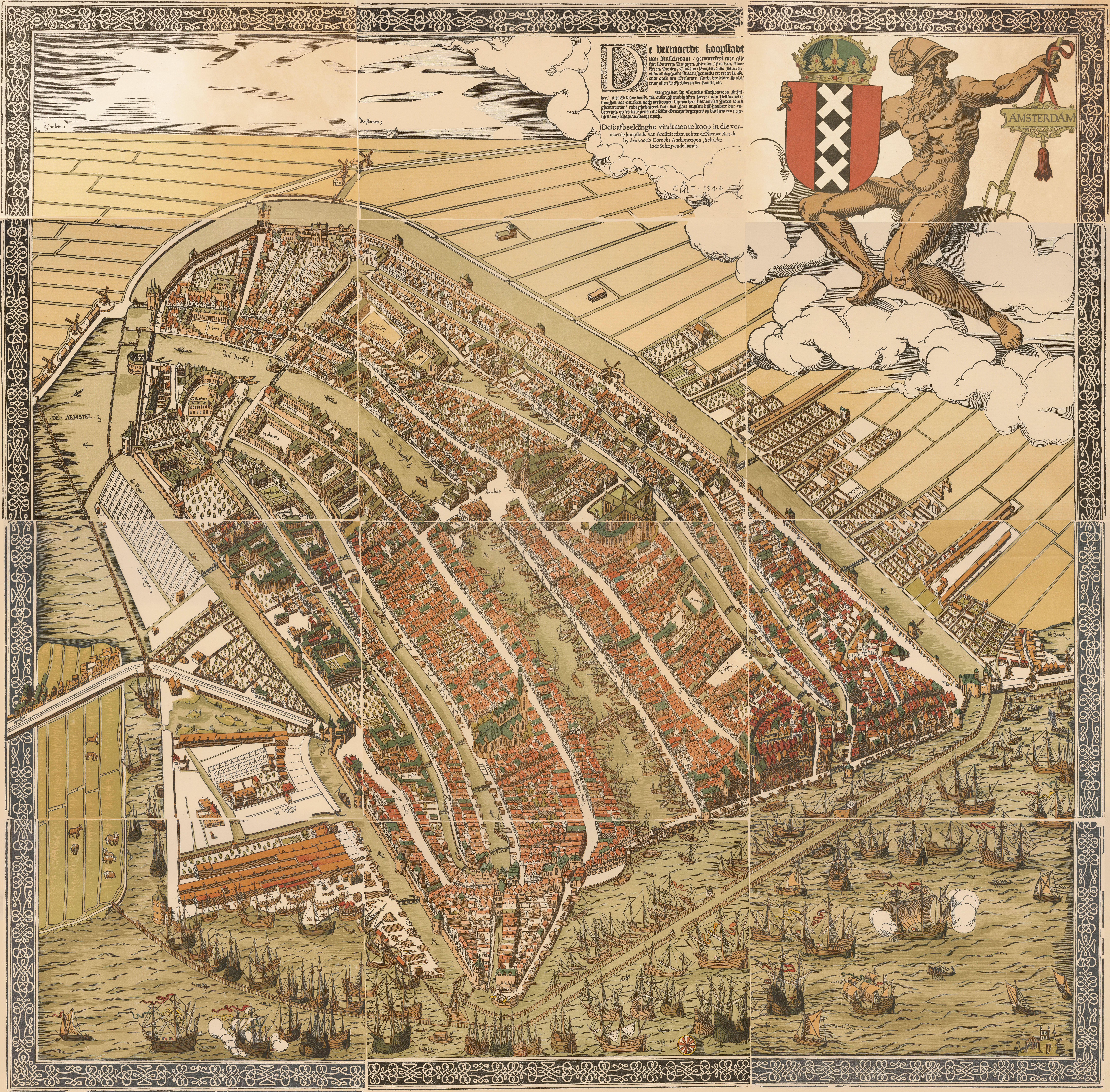
Amsterdam 1544, Norden ist unten

Am südlichen Ende der ehemaligen Nordseebucht Zuiderzee erstreckte sich das  IJ als Seitenarm über rund 30 Kilometer in Richtung Westen und endete mit dem Wijkermeer an den Dünen von Velsen. Dort war bis zur Mitte des 19. Jahrhunderts die engste Stelle von Nordholland mit nur sieben Kilometern Breite.
Entlang des Südufers hatte man schon im 12. Jahrhundert einen Deich vom Gooi – östlich von Amsterdam – bis zu den Dünen im Kennemerland im Westen angelegt, um die niedriger liegenden Landesteile gegen die Fluten der Nordsee zu schützen. Nach den immer wiederkehrenden Deichbrüchen am IJ mit den notwendigen Ausbauten entstanden daraus westlich der Stadt Amsterdam der Spaarndammerdijk, der Haarlemmerdijk und der Sint Antoniesdijk, der innerhalb der Stadt als Zeedijk weiterlief. Letzterer wurde später ersetzt durch den Hoogte Kadijk, den Zeeburgerdijk und den Diemer Zeedijk. Heute zeugen Straßennamen in Amsterdam von diesen Deichlinien.
An der Nordseite des IJ besteht eine Kette von Deichen, die als Noorder IJ- en Zeedijk bezeichnet wird. Gegen Ende des Mittelalters entstanden hier die Deichdörfer Durgerdam, Schellingswoude, Nieuwendam und Buiksloot.
Die Aufgabe des Deichbaus war und ist heute noch für die Existenz der Niederlande überlebenswichtig. Daher wurde sie schon sehr früh als nationale und gemeinschaftliche Aufgabe angesehen und speziellen Wasserverbänden übertragen. Diese als Waterschappen bezeichneten Verbände gelten als die älteste Form einer Selbstverwaltung in den Niederlanden, die bis in das 13. Jahrhundert zurückreicht. Durch Zusammenschlüsse existieren heute insgesamt 21 Waterschappen, die provinzübergreifend für die Wasserwirtschaft in der jeweiligen Region Sorge tragen und z. B. die Deiche instand halten.
Mitte des 19. Jahrhunderts kam der Beschluss zum Bau des Nordseekanals, der den Hafen von Amsterdam auf kurzem Weg mit der Nordsee verbinden sollte. Dazu wurden das IJ bis zur geplanten Kanaltrasse eingepoldert und die Dünen bei Velsen durchbrochen. Nördlich von Spaarndam besteht heute noch ein Rest des nicht eingepolderten Meeresarms als Spaarndamer IJ. Am westlichen Ende des Kanals entstand der Seehafen von IJmuiden mit der großen Schleusenanlage. Das östliche Ende des Kanals markiert der IJ-Damm nordöstlich vom Zentrum Amsterdams, wo die Oranjeschleusen eine Verbindung zur Zuiderzee herstellen.
Die ersten 7 km in Richtung Westen zwischen IJ-Damm und dem heutigen Hafen von Amsterdam wurden als Binnen-IJ bezeichnet, dass heute die Amsterdamer Innenstadt von Amsterdam-Nord trennt. Der östliche Teil hinter dem IJ-Damm  wurde zum Außen-IJ bzw. IJmeer und ist Teil des Markermeers, dass seit 1976 durch den Markermeerdeich vom IJsselmeer abgetrennt wurde.
Der Wasserstand im Nordseekanal wird über das Siel und das Pumpwerk in IJmuiden auf NAP -0,40 Meter (NAP = Normaal Amsterdam Peil = Amsterdamer Pegel) gehalten. Dagegen steht der Wasserstand im Markermeer im Sommer 20 Zentimeter höher auf NAP -0,20 Meter. Im Winter ist das Markermeer nur geringfügig höher eingestaut, um die höheren Abflüsse in der Jahreszeit aufnehmen zu können. Das IJsselmeer ist zusammen mit dem Markermeer das größte Süßwasserreservoir in den Niederlanden und dient der Trinkwasserversorgung von über einer Million Einwohnern.

## Künstliche Inseln

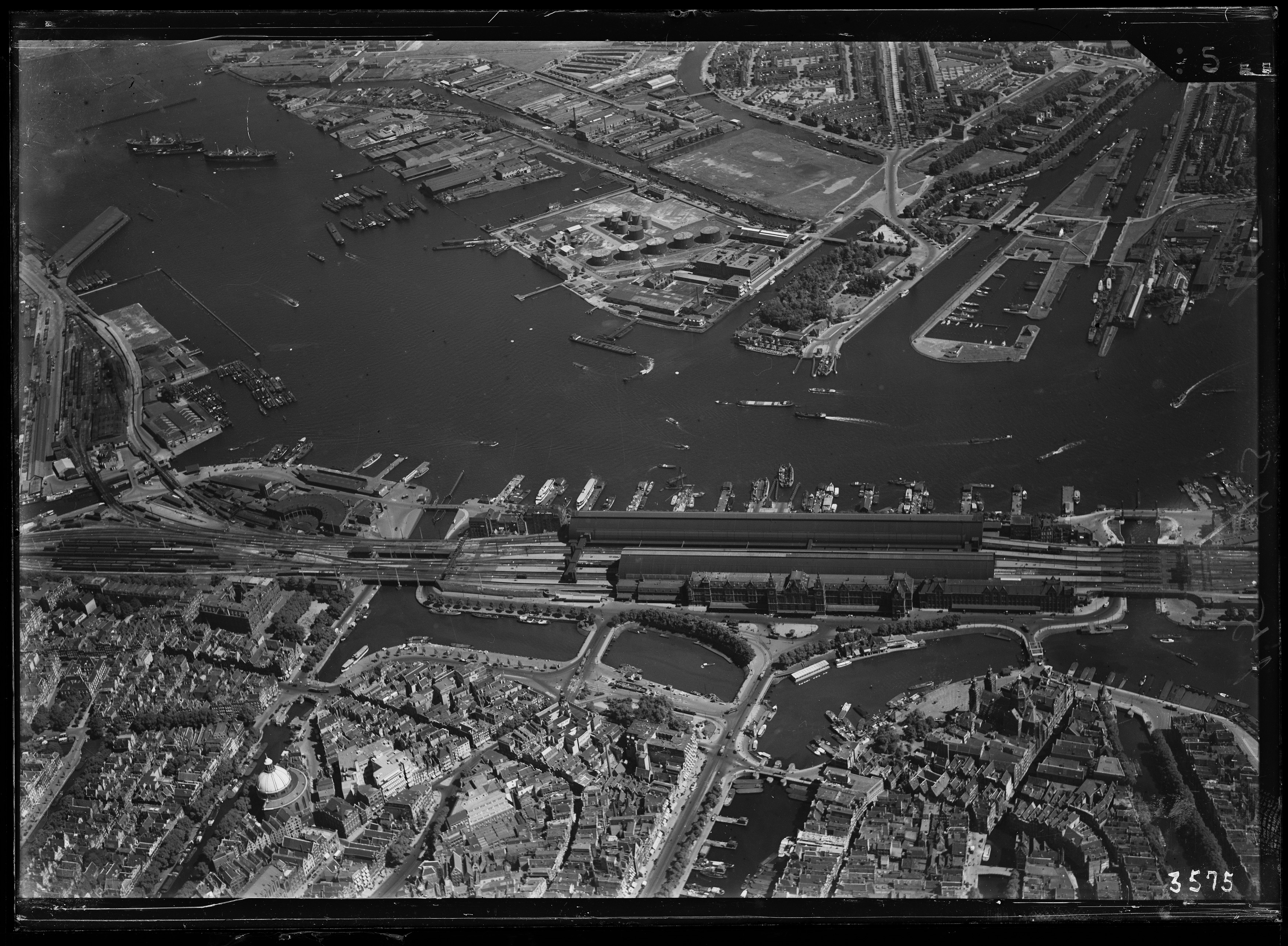
Blick nach Norden auf das IJ und Amsterdam Centraal

Auf Höhe der früheren Amstelmündung wurden drei Inseln ins IJ gebaut. Als Material konnte dazu der Sand aus den Dünen bei IJmuiden verwandt werden, der beim Bau des Nordseekanals angefallen war. Auf diesen Inseln entstand der Amsterdamer Hauptbahnhof (Amsterdam Centraal); dadurch wurde die Innenstadt Amsterdams vom IJ abgetrennt und der Hafenbereich verschoben.
Im Ostteil des Binnen-IJ wurde Ende des 19. Jahrhunderts um die künstlichen Halbinseln das östliche Hafengebiet Oosterdok angelegt. Ende des 20. Jahrhunderts wurde auf den östlichen Inseln des Oosterdok ein Wohngebiet errichtet. Im IJmeer liegt der neu Stadtteil IJburg, der ebenfalls auf aufgespültem Land liegt.
Bevor man mit dem Bau des Amerikahafens begann, wurde ein Polder angelegt, in dem die drei Inseln Ruigoord, DeHoorn und Jan Rebellenwaard lagen.
Im IJmeer ist das Fort Pampus auf einer künstlichen Insel erbaut worden. Das Fort gehört zum ehemaligen Verteidigungsring um Amsterdam (niederländisch Stelling van Amsterdam).

## Verkehr
Seit 1897 besteht ein regelmäßiger Fährverkehr zwischen der Centraal-Station und Amsterdam-Nord. Früher verkehrten noch Autofähren, heute nur noch Fußgängerfähren. Der Autoverkehr wird heute über die drei Tunnel Coentunnel, IJtunnel und Zeeburgertunnel sowie eine Straßenbrücke, die Schellingwouderbrug, geführt. Seit 2018 verbindet die Metrolinie 52 Amsterdam-Nord mit dem Zentrum und Amsterdam-Süd.